# Dag Hammarskjöldleden

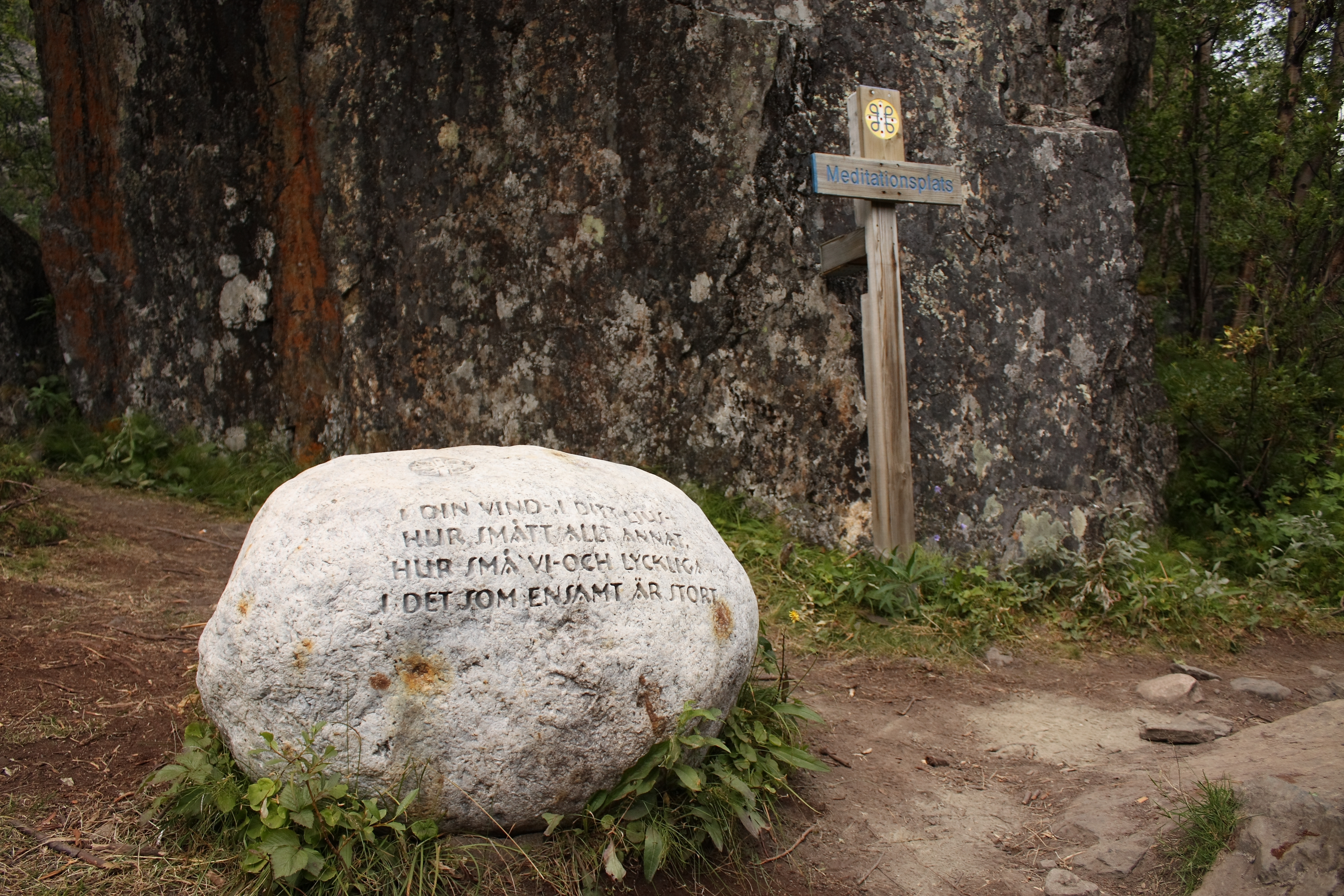

De Dag Hammarskjöldleden (= Dag Hammarskjöldpad) is een wandelroute in het Noord-Zweedse Lapland en wordt ook wel gezien als Pelgrimstocht. Het pad met een lengte van 110 kilometer is vernoemd naar de Zweedse diplomaat Dag Hammarskjöld. Na de dood van Dag Hammarskjöld in 1963 werd zijn spirituele dagboek gevonden. Op 7 plekken langs de route bevindt zich een meditatieplaats, met daarbij een steen voorzien van een citaat uit dit dagboek.

## Route
De Dag Hammarskjöldleden ligt zo'n 200 kilometer boven de poolcirkel en loopt tussen de plaatsen Nikkaluokta en Abisko. De route is gemarkeerd middels rood-oranje stippen of banen op stenen, rotsen en bomen, en kan vanuit beide richtingen gelopen worden. De route is redelijk druk belopen, waardoor het pad over het algemeen ook zonder de markeringen zeer eenvoudig te volgen is. Het hoogste punt van de route is de Tjäktjapas, op 1150 meter boven zeeniveau. De route volgt een deel van de veel bekendere Kungsleden.
De moeilijkheidsgraad van de route is gemiddeld. Met name in het zomerseizoen is dit een redelijk druk belopen route. Vanwege de moeilijkheidsgraad en de drukte is het een redelijk veilige route om te lopen. Met uitzondering van de Tjäktjapas hoeven er geen steile beklimmingen gedaan te worden. Het pad loopt veel over stenige ondergrond. Op drassige ondergronden wordt veel gebruik gemaakt van plankenpaden. Enige voorzichtigheid is wel geboden, omdat een aantal van deze paden in zeer slechte staat van onderhoud verkeert. Oversteek van rivieren gaat door middel van (hang)bruggen. In normale weersomstandigheden hoeft geen enkele rivier te voet doorwaad te worden. Op enkele plekken is het mogelijk om de route in te korten door middels een boot (tegen betaling) grote meren over te steken, men hoeft er dan niet omheen te lopen.

## Bevoorrading en verblijf
Langs de gehele route is het water uit stromende rivieren en beken ongefilterd drinkbaar. Zoals in heel Scandinavië geldt ook hier het Allemansrätten, wat inhoudt dat je langs nagenoeg de gehele route overal vrij kunt kamperen, mits je daarbij geen schade aan de natuur veroorzaakt of afval achterlaat. De enige uitzondering hierop is het Nationaal Park Abisko, de laatste 16 kilometer voor het bereiken van Abisko. In dit nationale park is het niet toegestaan om buiten de officiële plaatsen te overnachten.
Langs de route bevinden zich de nodige hutten, welke worden uitgebaat door de Svenska Turistföreningen de STF (= Zweedse Toeristenvereniging). Het is mogelijk om in deze hutten te overnachten en gebruik te maken van de faciliteiten. Ook als tentkampeerder kan je hier tegen betaling gebruik van maken. Een aantal van deze hutten zijn voorzien van kleine winkeltjes waarbij je als wandelaar wat eenvoudige aankopen kunt doen. Denk hierbij aan vriesdroog of andere houdbare voedingsmiddelen, brandstof of hygiëneartikelen. Hierdoor is het niet noodzakelijk om voor de gehele route zelf proviand mee te nemen. Niet elke hut biedt echter deze mogelijkheid. Op de website van de STF is het mogelijk om per hut op te zoeken wat voor faciliteiten er geboden worden. Als lid van de STF krijg je korting op overnachtingen en aankopen in de hutten, dus voor wie hier veel gebruik van wil maken kan het voordelig zijn om lid te worden.
Alle hutten zijn in principe bemand en voorzien van een noodtelefoon, aangezien er langs vrijwel de gehele route geen mobiele telefoonbereik is.

## Etappes
De route is onderverdeeld in 7 etappes die telkens van hut naar hut lopen. De langste etappe is 21 km, de kortste 12 km. Uiteraard ben je niet gebonden aan deze etappes, maar omdat deze in het routeboekje en op de kaart zo omschreven staan behandelen we het in dit artikel ook zo.
- Nikkaluokta - Kebnekaise (19 km)

Bij het startpunt in Nikkaluokta is een restaurant met kleine winkel. De eerste etappe loopt nog door laag berkenbos. De route passeert het Láddjujáavri-meer, wat ook via een motorboot overgestoken kan worden. De dienstregeling is in de meeste hutten op te vragen. Met het nemen van de boot spaar je 7 km wandelen uit. De etappe eindigt bij de Kebnekaise-hut. Ook hier weer een restaurant met redelijk ruime winkel. Vanuit de hut kunnen tevens dagwandelingen naar de top van de Kebnekaise, de hoogste berg van Zweden, ondernomen worden. Dit wordt in dit artikel echter niet besproken. Wegens veel bezoekers aan de Kebnekaise-hut is deze etappe de drukst belopen van de route.
- Kebnekaise - Singi (14 km)

Kort na het passeren van de Kebnekaise-hut laat je ook het berkenbos achter je, de route gaat nu voornamelijk over open terrein. Met het bereiken van de Singi-hut bereik je ook de bekende wandelroute Kungsleden. Vanaf hier volg je deze route naar het Noorden. De Singi-hut heeft geen winkel of mogelijkheid tot bevoorrading.
- Singi - Sälka (12 km)

Vanaf de Singi volg je de Kungsleden naar het Noorden. De Sälka-hut heeft een kleine winkel en tegen betaling kan je gebruik maken van de sauna.
- Sälka - Tjäktja (12 km)

Ongeveer 6 kilometer na de Sälka-hut kom je bij de Tjäktjapas, het hoogste punt van de route (en ook van de Kungsleden). De klim naar de pashoogte is redelijk steil maar niet extreem. Boven op de pas staat een onbemande schuilhut. Na de pas volgt er een lastig stuk met veel losse keien. In de Tjäktja-hut is geen bevoorrading mogelijk.
- Tjäktja - Alesjaure (13 km)

De Alesjaure is een vrij grote hut met een winkel en sauna. Als tentkampeerder is het aan te raden de tent op te zetten net voor de hangbrug over de rivier, want eenmaal bij de hut is er niet zoveel ruimte meer.
- Alesjaure - Abiskojaure (21 km)

Gelijk vanaf de Alesjaure-hut is het mogelijk om met een bootje het Alisjávri-meer over te steken, dit bespaard je zo'n 5 km lopen. Na het meer loop je over een grote kale en lege vlakte, waarna je langs de rand van een berg weer langzaam in het berkenbos terecht komt. Net na het oversteken van de rivier waar je al een tijd parallel aan loopt begint het Nationaal Park Abisko, in dit park is het niet meer toegestaan om te kamperen. Het begin van het park is middels borden aangegeven, en ervoor ligt nog een kampeermogelijkheid. Bij de Abiskojaure-hut kan je tegen betaling kamperen. Ook deze hut is voorzien van een winkeltje en een sauna.
- Abiskojaure - Abisko (14 km)

De laatste etappe loopt net als de eerste door het berkenbos. 4 km voor het einde bevindt zich nog een legale kampeerplaats in het park. Je loopt door het Nationale Park en eindigt bij de Abiskokloof, waar de rivier zich een weg door de rotsen gesleten heeft. Na het oversteken van de E10 bereik je het eindpunt van de Dag Hammarskjöldleden en de Kungsleden, bij het Abiskoturistation. Dit station heeft alle voorzieningen, winkel, restaurant en sauna. Ook is er een (gratis toegankelijk) bezoekerscentrum over het nationaal park. Naast het Turiststation ligt een terrein voor tenten (tegen betaling). Achter het Turiststation mondt de Abiskorivier uit in het Torneträsk-meer

## Bereikbaarheid
De grootste plaats in de omgeving is de stad Kiruna. Kiruna is te bereiken per vliegtuig of via de nachttrein vanuit Stockholm. Dezelfde trein gaat ook door naar Abisko. Vanuit Kiruna gaan er in het hoogseizoen dagelijks meerdere bussen naar Nikkaluokta en Abisko.

## Beste periode
De beste periode om te wandelen is van juni tot september. Voor juni ligt er nog te veel smeltende sneeuw, en na september begint de sneeuw alweer te vallen. In juni en juli is het weer doorgaans het best, maar is de muggenoverlast ook op het hoogtepunt. In augustus en september neemt de muggenoverlast af maar is het alweer iets kouder. Van begin juni tot half juli gaat de zon niet onder en kan je genieten van de middernachtzon. In september wordt het alweer donker genoeg om het Noorderlicht te kunnen zien. Ook voor het zomerseizoen geldt dat nachtvorst en sneeuwbuien niet uitgesloten zijn.
Ieder jaar in augustus wordt op deze route het wandelevenement Fjällräven Classic gehouden. Tijdens dit evenement lopen 2000 wandelaars deze route. Als je van de rust wil genieten is het sterk aan te raden de exacte data op te zoeken en deze te vermijden.
Het pad is ook voorzien van wintermarkeringen (paal met rood kruis), dus is ook in de winter met ski's begaanbaar Hiervoor is ervaring met wintertrekkingen wel noodzakelijk.